# Rudolf Eduard Schinz
Rudolf Eduard Schinz (* 17. April 1812 in Zürich, Schweiz; † 8. Oktober 1855 in Dirschau, Königreich Preußen) war ein Schweizer Eisenbahnbauingenieur.

## Leben
Nach der Schulzeit am Gymnasium in Zürich und bei einem Pädagogen im Kanton Glarus absolvierte Schinz eine neunmonatige Ausbildung an der neu gegründeten Industrieschule in Zürich. 1830 besuchte er in Paris zunächst am Collège royal de Bourbon einen einjährigen Vorbereitungskurs zur École polytechnique, die er anschließend, da das Internat zu der Zeit nur Franzosen aufnahm, als Externer bis 1833 besuchte. Dort hörte er u. a. Vorlesungen bei Navier und Clapeyron.
1833 kehrte er nach Zürich zurück, wo er, zum Teil in Verbindung mit Clapeyron, neue Projekte entwickelte. Mit dem Entwurf einer weiteren Brücke über die Limmat und einer großen Hängebrücke erwarb er Anerkennung. Anfang 1835 wurde er mit der Abtragung der Festungswerke der Stadt beauftragt. Dazu gehörte die Anlage neuer Straßen, die Planung ganzer Stadtviertel und die Regulierung von Gewässern.
Der Bau der Eisenbahn Paris–Versailles führte ihn wieder nach Paris. 1838 zog er für den Bau der Basel–Straßburg Eisenbahn nach Colmar. 1844 trat er in preußische Dienste. Bis 1849 war er am Bau der Köln–Mindener Eisenbahn beschäftigt. Er führte dabei verschiedene Verbesserungen von Maschinen ein und erfand einen neuen Manometer, dessen Grundidee einer Rohrfeder dann von Eugène Bourdon in Paris ausgebeutet wurde.
1850 gelang es Lentze, ihn für den Bau der Weichsel- und Nogatbrücken für die Preußische Ostbahn nach Dirschau zu holen. Er war dort Vorsteher des technischen Bureaus der Commission. Zu seinen Aufgaben gehörte die Einrichtung der Arbeitsplätze samt Maschinen und Hilfsvorrichtungen für die Aufstellung der eisernen Überbauten. Das umfasste z. B. auch den Bau und Betrieb einer eigenen Ziegelei und umfangreiche Versuche über die Festigkeit des Eisens samt der Berechnung der sich daraus ergebenden Maße der Gitterträgerbrücken. Die konstruktive Durchbildung und die statische Berechnung der Brücken erfolgte im Wesentlichen durch ihn. Dabei führte seine Idee, den Überbau je zweier Öffnungen zu einem Durchlaufträger zusammenzufassen, zu bedeutenden Einsparungen.
Seine Berechnungen waren fast fertig und ein Drittel des Überbaus der Weichselbrücke montiert, als er am 8. Oktober 1855 infolge eines Schlaganfalls starb. Er ist auf dem Friedhof in Dirschau begraben, wo ihm auch ein Denkmal errichtet wurde.